# Friedländer Straße 14 (Anklam)

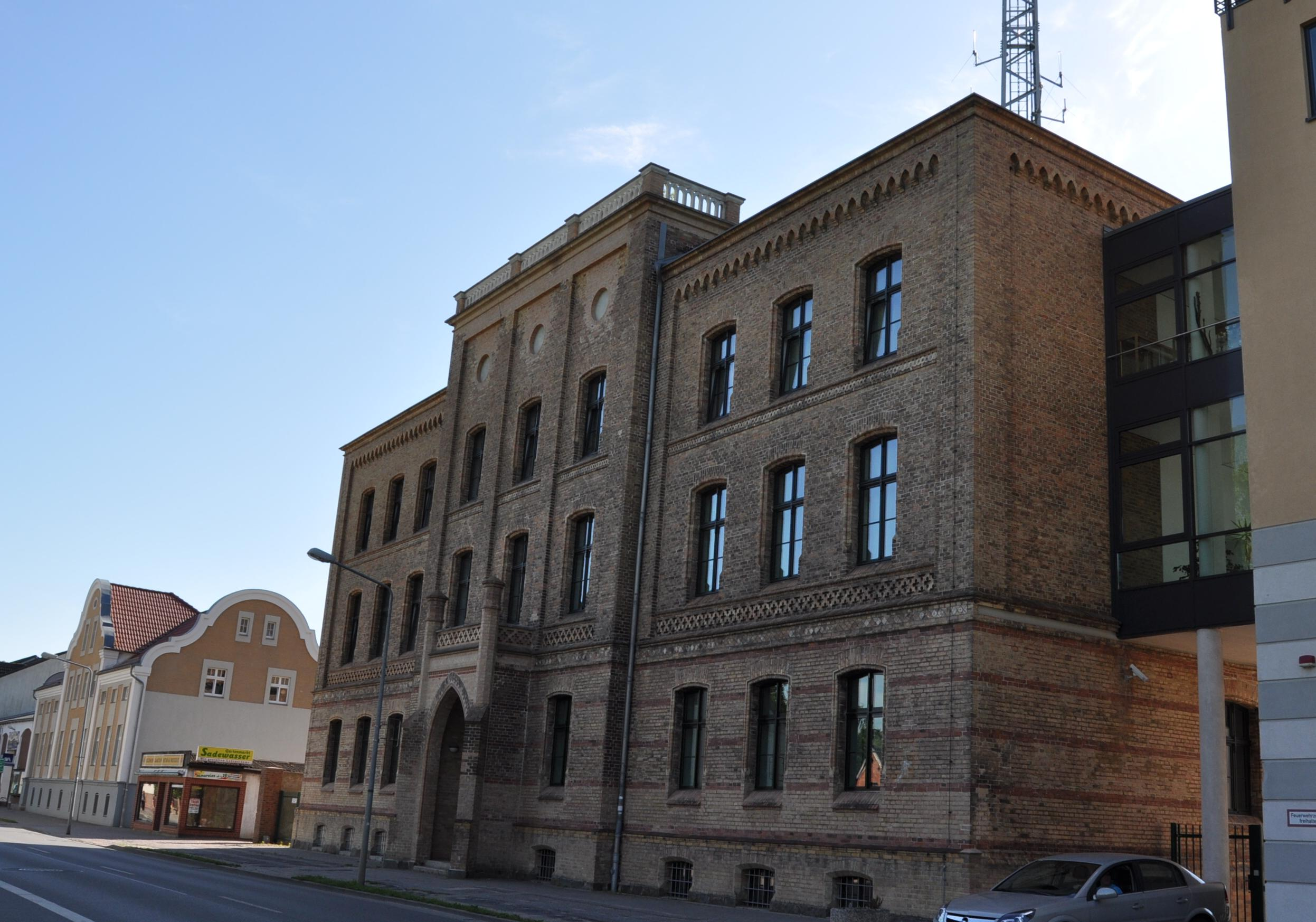

Das Verwaltungsgebäude Friedländer Straße 14 in Anklam (Mecklenburg-Vorpommern) von 1894 war das ehemalige Amtsgericht Anklam. Es wird heute durch die Polizeidirektion Anklam genutzt.
Das Gebäude steht unter Denkmalschutz.

## Geschichte
Die Hanse- und Lilienthalstadt Anklam mit 12.331 Einwohnern (2019) wurde erstmals 1243 als oppidum (Siedlung) und 1264 als civitas (Stadt) erwähnt.
Das dreigeschossige 9-achsige gelbverklinkerte historisierende Gebäude in T-Form mit einem Sockelgeschoss und dem viergeschossigen Mittelrisalit und einem hohen verzierten Gesims wurde am Ende des 19. Jahrhunderts als Amtsgericht Anklam gebaut. Die 2014 geschaffene Zweigstelle Anklam des Amtsgerichts Pasewalk befindet sibh im Südflügel des Lilienthalcenters, Baustraße 9 / Anklamer Markt 7.
In dem Gebäude sind heute die Polizeiinspektion (PI) Anklam mit dem Polizeihauptrevier (PHR) und die Kriminalpolizeiinspektion (KPI) Anklam der Landespolizei Mecklenburg-Vorpommern, deren Hauptgebäude Friedländer Straße 13 durch einen gläsernen Übergang in den Obergeschossen  verbunden ist.